# Кадников
Кадников (на руски: Кадников) е град в Русия, разположен в Соколски район, Вологодска област. Населението на града към 1 януари 2018 година е 4531 души.